# Leucaloa infragyrea
Leucaloa infragyrea is een vlinder uit de familie spinneruilen (Erebidae), onderfamilie beervlinders (Arctiinae). De wetenschappelijke naam van de soort is voor het eerst geldig gepubliceerd in 1891 door Saalmüller.
Deze nachtvlinder komt voor in tropisch Afrika.